# Xavier Malisse
Xavier Malisse (Kortrijk, 19 de juliol de 1980) és un extennista professional belga. Malisse és reconegut en el circuit pel seu potent drive i l'energia desplegada en el seu joc. Fou el primer tennista belga en entrar el Top 20 del rànquing individual, tot i que posteriorment fou superat per David Goffin. Va guanyar el Roland Garros l'any 2004 amb el seu compatriota Olivier Rochus.

## Torneigs de Grand Slam

### Dobles masculins: 1 (1−0)
| Resultat  | Núm. | Any  | Torneig       | Parella        | Oponents                       | Marcador |
| --------- | ---- | ---- | ------------- | -------------- | ------------------------------ | -------- |
| Guanyador | 1.   | 2004 | Roland Garros | Olivier Rochus | Michaël Llodra Fabrice Santoro | 7−5, 7−5 |

## Palmarès

### Individual: 12 (3−9)
| Llegenda (pre/post 2009)                                 |
| -------------------------------------------------------- |
| Grand Slams (0−0)                                        |
| Tennis Masters Cup / ATP Finals (0−0)                    |
| ATP Masters Series / ATP World Tour Masters 1000 (0−0)   |
| ATP International Series Gold / ATP World Tour 500 (0−0) |
| ATP International Series / ATP World Tour 250 (3−9)      |

| Títols per superfície |
| --------------------- |
| Dura (3−4)            |
| Gespa (0−0)           |
| Terra batuda (0−4)    |
| Moqueta (0−1)         |

| Resultat  | Núm. | Data                  | Torneig                    | Superfície   | Oponent             | Marcador         |
| --------- | ---- | --------------------- | -------------------------- | ------------ | ------------------- | ---------------- |
| Finalista | 1.   | 1 de novembre de 1998 | Ciutat de Mèxic, Mèxic     | Terra batuda | Jiří Novák          | 3−6, 3−6         |
| Finalista | 2.   | 10 de maig de 1999    | Delray Beach, Estats Units | Terra batuda | Lleyton Hewitt      | 4−6, 7−6(2), 1−6 |
| Finalista | 3.   | 11 de març de 2001    | Delray Beach (2)           | Dura         | Jan-Michael Gambill | 5−7, 4−6         |
| Finalista | 4.   | 29 d'abril de 2001    | Atlanta, Estats Units      | Terra batuda | Andy Roddick        | 2−7, 4−6         |
| Finalista | 5.   | 23 de maig de 2004    | Sankt Pölten, Àustria      | Terra batuda | Filippo Volandri    | 1−6, 4−6         |
| Finalista | 6.   | 11 d'octubre de 2004  | Lió, França                | Moqueta (i)  | Robin Söderling     | 2−6, 6−3, 4−6    |
| Guanyador | 1.   | 7 de febrer de 2005   | Delray Beach               | Dura         | Jiří Novák          | 7−6(6), 6−2      |
| Finalista | 7.   | 8 de gener de 2006    | Adelaida, Austràlia        | Dura         | Florent Serra       | 3−6, 4−6         |
| Finalista | 8.   | 6 de febrer de 2006   | Delray Beach (3)           | Dura         | Tommy Haas          | 3−6, 6−3, 6−7(5) |
| Guanyador | 2.   | 8 de gener de 2007    | Chennai, Índia             | Dura         | Stefan Koubek       | 6−1, 6−3         |
| Guanyador | 3.   | 4 de febrer de 2007   | Delray Beach (2)           | Dura         | James Blake         | 5−7, 6−4, 6−4    |
| Finalista | 9.   | 9 de gener de 2011    | Chennai                    | Dura         | Stanislas Wawrinka  | 5−7, 6−4, 1−6    |

### Dobles masculins: 13 (9−4)
| Llegenda (pre/post 2009)                                 |
| -------------------------------------------------------- |
| Grand Slams (1−0)                                        |
| Tennis Masters Cup / ATP Finals (0−0)                    |
| ATP Masters Series / ATP World Tour Masters 1000 (1−0)   |
| ATP International Series Gold / ATP World Tour 500 (0−0) |
| ATP International Series / ATP World Tour 250 (7−4)      |

| Títols per superfície |
| --------------------- |
| Dura (8−3)            |
| Gespa (0−0)           |
| Terra batuda (1−1)    |

| Resultat  | Núm. | Data                 | Torneig                    | Superfície   | Parella              | Oponents                          | Marcador            |
| --------- | ---- | -------------------- | -------------------------- | ------------ | -------------------- | --------------------------------- | ------------------- |
| Guanyador | 1.   | 6 de juny de 2004    | Roland Garros, França      | Terra batuda | Olivier Rochus       | Michaël Llodra Fabrice Santoro    | 7−5, 7−5            |
| Guanyador | 2.   | 9 de gener de 2006   | Adelaida, Austràlia        | Dura         | Olivier Rochus       | Simon Aspelin Todd Perry          | 7−6(5), 6−4         |
| Guanyador | 3.   | 8 de gener de 2007   | Chennai, Índia             | Dura         | Dick Norman          | Rafael Nadal Bartomeu Salvà Vidal | 7−6(4), 7−6(4)      |
| Guanyador | 4.   | 4 de febrer de 2007  | Delray Beach, Estats Units | Dura         | Hugo Armando         | James Auckland Stephen Huss       | 6−3, 6−7(4), [10−5] |
| Finalista | 1.   | 13 de gener de 2008  | Auckland, Nova Zelanda     | Dura         | Jürgen Melzer        | Luís Horna Juan Mónaco            | 4−6, 6−3, [7−10]    |
| Finalista | 2.   | 13 de febrer de 2011 | San Jose, Estats Units     | Dura (i)     | Alejandro Falla      | Scott Lipsky Rajeev Ram           | 4−6, 6−4, [8−10]    |
| Guanyador | 5.   | 20 de març de 2011   | Indian Wells, Estats Units | Dura         | Aleksandr Dolgopòlov | Roger Federer Stanislas Wawrinka  | 6−4, 6−7(5), [10−7] |
| Guanyador | 6.   | 31 de juliol de 2011 | Los Angeles, Estats Units  | Dura         | Mark Knowles         | Somdev Devvarman Treat Huey       | 7−6(3), 7−6(10)     |
| Guanyador | 7.   | 19 de febrer de 2012 | San Jose                   | Dura (i)     | Mark Knowles         | Kevin Anderson Frank Moser        | 6−4, 1−6, [10−5]    |
| Finalista | 3.   | 6 de maig de 2012    | Múnic, Alemanya            | Terra batuda | Dick Norman          | František Čermák Filip Polášek    | 4−6, 5−7            |
| Finalista | 4.   | 22 de juliol de 2012 | Atlanta, Estats Units      | Dura         | Michael Russell      | Matthew Ebden Ryan Harrison       | 3−6, 6−3, [6−10]    |
| Guanyador | 8.   | 29 de juliol de 2012 | Los Angeles (2)            | Dura         | Ruben Bemelmans      | Jamie Delgado Ken Skupski         | 7−6(5), 4−6, [10−7] |
| Guanyador | 9.   | 17 de febrer de 2013 | San Jose (2)               | Dura (i)     | Frank Moser          | Lleyton Hewitt Marinko Matosevic  | 6−0, 6−7(5), [10−4] |

## Trajectòria

### Individual
| Open d'Austràlia | A   | A   | A   | A           | 2R          | 3R          | 1R | 1R          | 2R          | 1R          | 1R  | 2R          | 1R          | 3R          | 1R | 2R  | 0 / 12 | 8–12  |
| Roland Garros | A   | 1R  | A   | 3R          | 4R          | 3R          | 4R | 2R          | 1R          | A           | A   | A           | 2R          | 2R          | 1R | 1R  | 0 / 11 | 13–11 |
| Wimbledon | A   | 1R  | A   | 2R          | SF          | 1R          | 4R | 2R          | 2R          | A           | 2R  | 1R          | 3R          | 4R          | 4R | 1R  | 0 / 13 | 20–13 |
| US Open | A   | 3R  | 2R  | 4R          | 3R          | 4R          | 1R | 4R          | 3R          | 2R          | Q1  | Q1          | 1R          | 1R          | 1R | 1R  | 0 / 13 | 17–13 |
| Jocs Olímpics | NC  | NC  | A   | No celebrat | No celebrat | No celebrat | 1R | No celebrat | No celebrat | No celebrat | A   | No celebrat | No celebrat | No celebrat | A  | NC  | 0 / 1  | 0 – 1 |
| Rànquing a final d'any | 161 | 145 | 127 | 33          | 25          | 55          | 48 | 47          | 37          | 112         | 162 | 94          | 60          | 49          | 47 | 135 |        |       |
| Llegenda: G: Guanyador; F: Finalista; SF: Semifinalista; QF: Quarts de final; Q: Qualificació; A: Absent; RR: Round Robin; |     |     |     |             |             |             |    |             |             |             |     |             |             |             |    |     |        |       |

### Dobles masculins
| Open d'Austràlia | 2R | 2R | 2R          | 2R          | 1R          | 1R  | A           | A           | 2R          | 1R | 2R  | 0 / 9 | 6 – 9  |
| Roland Garros | 2R | G  | 3R          | QF          | A           | A   | A           | 1R          | 2R          | 3R | 1R  | 1 / 8 | 15 – 7 |
| Wimbledon | 2R | 2R | 3R          | A           | A           | A   | A           | 1R          | A           | 1R | 2R  | 0 / 6 | 5 – 6  |
| US Open | 2R | 1R | A           | 1R          | A           | A   | A           | 1R          | 3R          | 1R | 1R  | 0 / 7 | 3 – 7  |
| Jocs Olímpics | NC | 1R | No celebrat | No celebrat | No celebrat | A   | No celebrat | No celebrat | No celebrat | A  | NC  | 0 / 1 | 0 – 1  |
| Rànquing a final d'any | 95 | 39 | 64          | 83          | 160         | 166 | 539         | 333         | 26          | 47 | 109 |       |        |
| Llegenda: G: Guanyador; F: Finalista; SF: Semifinalista; QF: Quarts de final; Q: Qualificació; A: Absent; RR: Round Robin; |    |    |             |             |             |     |             |             |             |    |     |       |        |